# Programme Skyborg
 (janvier 2024).
Si vous disposez d'ouvrages ou d'articles de référence ou si vous connaissez des sites web de qualité traitant du thème abordé ici, merci de compléter l'article en donnant les références utiles à sa vérifiabilité et en les liant à la section « Notes et références ».
Programme Skyborg est la cinquante-neuvième histoire de la série Les Aventures de Buck Danny de Frédéric Zumbiehl. Elle est publiée sous forme d'album en 2022.

## Personnages
- Buck Danny
- Jerry Tumbler
- Sonny Tuckson

## Résumé
Buck, Tumbler et Sonny sont affectés à la base d'Edwards dans le désert des Mojaves où ils vont être en charge de tester le nouveau programme Skyborg visant à rendre des F-16 autonomes au combat. Sonny est le premier à affronter le F-16 drone à bord d'un F-22 Raptor et évite de justesse une collision en vol. Le concept déplait à Tumbler qui veut démontrer la nécessité d'un pilote humain. Pendant ce temps, dans le désert, une équipe para-militaire a décrypté les communications du drone et s’apprête à le hacker à la prochaine mission. Celle-ci demande à Buck de tirer à balles réelles sur le drone. C'est alors que les hackers le piratent et tentent de le diriger vers un Boeing 777 commercial, Buck n'a que quelques instants pour le détruire. Des agents des services spéciaux arrivent pour enquêter. Sonny enquête de son côté dans le désert et rencontre Yumane, une ethnologue Navajo qui a observé les hackers.
La faille informatique ayant été comblée, les tests reprennent avec cette fois ci deux drones F-16. Mais à nouveau, ceux-ci se font pirater et l'un d'eux rentre en collision avec le F-22 de Tumbler qui s’éjecte dans Monument Valley tandis que le second F-16 disparait. Sonny le recherche avec un ULM et en passant un moment auprès d'un shaman en compagnie de Yumane. Il leur indique le « rocher ailé », le Ship Rock un endroit sacré pour les Navajos.
Pendant ce temps Buck rencontre Horace Kahn, un magnat de l'informatique qui est opposé aux IA. Celui-ci est en fait de mèche avec l'organisation du Kokuryūkai déjà rencontrée par Buck. Il embauche Sato Yamakasi et un groupe de nord-Coréens pour abattre Buck. Kemper, l'agent spécial, a tendu un piège à l'espion qui est forcément dans la base. Lui et Buck le poursuivent en P-51 Mustang et arrêtent Ted Cochran, un opérateur des drones.
Sonny et Yumane ayant retrouvé les traces du F-16 sur la route menant à Ship Rock, ils sont pris à partie par Sato arrivé avec une équipe armée en hélicoptère. Yumane s'échappe et prévient Buck mais Sonny est kidnappé...